# Proximity-Effekt (Supraleitung)
Der Proximity-Effekt bezeichnet in der Supraleitung die gegenseitige Beeinflussung eines Supraleiters (S) und eines Normalleiters (N) an ihrer gemeinsamen Grenzfläche. Der Effekt ist auf das Eindringen von Cooper-Paaren in den Normalleiter und eine gleichzeitige Abnahme derer Dichte im Supraleiter zurückzuführen. Er wird insbesondere in Josephson-Kontakten ausgenutzt, bei denen Cooper-Paare durch normalleitende Schichten tunneln. Trifft ein Elektron aus dem Normalleiter auf die Grenzfläche, so hängt dessen Transmission in den Supraleiter davon ab, ob seine Energie groß genug ist, um die Energielücke des Supraleiters zu überwinden. Dieser Prozess heißt Andreev-Reflexion.
Die kritische Temperatur des aus Normal- und Supraleiter zusammengesetzten Systems hängt maßgeblich von der Dicke der supraleitenden Schicht ab. Ist diese deutlich größer als die Ginsburg-Landau-Kohärenzlänge {\displaystyle \xi } (s. u.) so liegt die kritische Temperatur des Gesamtsystems nahe an der des Supraleiters. Ist die supraleitende Schicht jedoch deutlich kleiner als die Kohärenzlänge, dann hängt es davon ab, ob der Normalleiter bei einer tieferen Temperatur auch supraleitend wird. Wenn ja, dann liegt die kritische Temperatur des Systems nahe an dessen kritischer Temperatur; wenn nein, dann geht sie hinunter bis 0 K.
Der Effekt wurde bereits in den 1930er-Jahren mit einer Material-Kombination aus Blei und Konstantan entdeckt und von Hans Meissner in den 1950er Jahren ausführlich untersucht.

## Herleitung in der Ginsburg-Landau-Theorie

Verlauf des Ordnungsparameters im supra- und normalleitenden Bereich

Die Ginsburg-Landau-Theorie beschreibt das Verhalten eines Supraleiters mit Hilfe des Ordnungsparameters {\displaystyle \psi (r)}. Ferner lässt sich aus ihr die charakteristische Kohärenzlänge {\displaystyle \xi } eines Supraleiters herleiten, die die Länge angibt, auf der die Dichte der Cooper-Paare im Supraleiter variiert.
Im Folgenden betrachtet man ein eindimensionales System aus zwei Materialien, deren flache Grenzfläche sich bei {\displaystyle x=0} befindet. Im rechten Halbraum ({\displaystyle x>0}) befindet sich ein Supraleiter und links vom Ursprung ({\displaystyle x<0}) ein Normalleiter (oder Supraleiter oberhalb der kritischen Temperatur). Dies ist in der rechtsstehenden Abbildung verdeutlicht. Man nimmt an, dass der Ordnungsparameter unendlich weit im Supraleiter den Wert {\displaystyle \psi (x\to +\infty )=1} annimmt und dort nicht weiter variiert, sodass auch dessen Ableitung verschwindet. Analog gilt weit im normalleitenden Bereich {\displaystyle \psi (x\to -\infty )=0}.

### Verlauf des Ordnungsparameters im Supraleiter
Die erste Ginsburg-Landau-Gleichung ohne externes Magnetfeld lautet:
{\displaystyle -\xi ^{2}{\frac {\mathrm {d} ^{2}\psi }{\mathrm {d} x^{2}}}-\psi +\psi ^{3}=0}
Sie lässt sich durch einfache Integration und Multiplikation mit dem Faktor {\displaystyle {\frac {1}{2}}} umschreiben zu:
{\displaystyle -\xi ^{2}\left({\frac {\mathrm {d} \psi }{\mathrm {d} x}}\right)^{2}-\psi ^{2}+{\frac {1}{2}}\psi ^{4}=-{\frac {1}{2}}}
Die Integrationskonstante auf der rechten Seite der Gleichung ergibt sich aus der oben genannten Randbedingung für {\displaystyle x\to \infty }. Setzt man dieses Zwischenergebnis wieder in die Ginsburg-Landau-Gleichung ein, erhält man als Lösung der Differentialgleichung:
{\displaystyle \psi =\tanh \left({\frac {x-x_{0}}{{\sqrt {2}}\xi }}\right)}
Mit der Integrationskonstanten {\displaystyle x_{0}\neq 0} nimmt man explizit nicht die Vereinfachung vor, dass der Ordnungsparameter direkt an der Grenzfläche auf {\displaystyle 0} abfällt, sondern erst im normalleitenden Bereich. Stattdessen verwendet man eine zweite Randbedingung an der Grenzfläche:
{\displaystyle \psi (x=0)=b\left({\frac {\mathrm {d} \psi }{\mathrm {d} x}}\right){\bigg |}_{x=0}}
{\displaystyle b} wird Extrapolationslänge genannt, weil es den Punkt kennzeichnet, an dem der in den normalleitenden Bereich verlängerte Verlauf des Ordnungsparameters die Abszisse schneiden würde, behielte er den Verlauf bei, den er an der Grenzfläche, aus dem supraleitenden Bereich kommend, hatte.  Setzt man den oben hergeleiteten hyperbolischen Tangens in diese Randbedingung ein, führt das zu einer Gleichung, die den Zusammenhang zwischen dem Parameter {\displaystyle b} und {\displaystyle x_{0}} beschreibt:
{\displaystyle \sinh \left({\frac {{\sqrt {2}}x_{0}}{\xi }}\right)=-{\frac {{\sqrt {2}}b}{\xi }}}

### Verlauf des Ordnungsparameter im normalleitenden Bereich

#### Supraleiter mitT>Tc
Falls es sich beim normalleitenden Material ebenfalls um einen Supraleiter handelt, dessen kritische Temperatur nur geringfügig tiefer ist als die des Supraleiters im Bereich {\displaystyle x>0}, so gilt die erste Ginsburg-Landau-Gleichung – mit veränderten Vorzeichen für die Parameter – ebenfalls für die Cooper-Paare im normalleitenden Bereich. Zur Verdeutlichung wird die von {\displaystyle \xi } verschiedene Kohärenzlänge im normalleitenden Bereich als {\displaystyle \xi _{\mathrm {n} }} bezeichnet. Nun setzt man mit der oben bereits genannten ersten Ginsburg-Landau-Gleichung an, vernachlässigt jedoch den Term, der kubisch vom Ordnungsparameter {\displaystyle \psi } abhängt mit dem Argument, dass dieser im normalleitenden Bereich deutlich kleiner als {\displaystyle 1} ist.
{\displaystyle -\xi _{\mathrm {n} }^{2}{\frac {\mathrm {d} ^{2}\psi }{\mathrm {d} x^{2}}}+\psi +{\mathcal {O}}(\psi ^{3})=0}
Mit der obigen Randbedingung für {\displaystyle x\to -\infty } ergibt sich die Lösung
{\displaystyle \psi =\psi _{0}e^{-{\frac {|x|}{\xi _{\mathrm {n} }}}}}
Liegen die kritischen Temperaturen der beiden Materialien nahe beieinander, können {\displaystyle \psi } und dessen Ableitung als stetig angenommen werden, sodass gilt: {\displaystyle b\approx \xi _{\mathrm {n} }}.

#### Normalleiter
Handelt es sich im linken Halbraum um ein Material, das bei keiner Temperatur supraleitend ist, so ist die Ginsburg-Landau-Gleichung nicht anwendbar. Qualitativ zeigt sich jedoch ein ähnliches Verhalten. Wie groß die charakteristische Länge {\displaystyle \xi _{\mathrm {n} }} ist, hängt dann maßgeblich von der mittleren freien Weglänge {\displaystyle l} eines Elektrons im Material ab. In reinen Metallen, in denen die mittlere freie Weglänge deutlich größer ist als {\displaystyle \xi _{\mathrm {n} }}, gilt
{\displaystyle \xi _{n}={\frac {\hbar v_{\mathrm {F} }}{2\pi k_{\mathrm {B} }T}}}
mit der reduzierten Planck-Konstante {\displaystyle \hbar }, der Fermi-Geschwindigkeit {\displaystyle v_{\mathrm {F} }} und der Boltzmann-Konstanten {\displaystyle k_{\mathrm {B} }}. Für {\displaystyle T\to 0\,\mathrm {K} } divergiert die charakteristische Länge, sodass der Abfall des Ordnungsparameters deutlich langsamer als exponentiell verläuft.
Bei „schmutzigen“, unreineren Metallen mit einer mittleren freien Weglänge {\displaystyle l\ll \xi _{n}} gilt:
{\displaystyle \xi _{n}={\sqrt {\frac {\hbar v_{\mathrm {F} }l}{6\pi k_{\mathrm {B} }T}}}={\sqrt {\frac {\hbar D}{2\pi k_{\mathrm {B} }T}}}}
mit der Diffusionskonstanten {\displaystyle D} im normalleitenden Bereich. Der Wert von {\displaystyle b} hängt dann von den Leitfähigkeiten {\displaystyle \sigma _{\mathrm {s} }} und {\displaystyle \sigma _{\mathrm {n} }} im supra- und normalleitenden Bereich ab.
{\displaystyle b\approx {\frac {\sigma _{\mathrm {s} }}{\sigma _{n}}}\xi _{\mathrm {n} }}

#### Isolator
Wenn der linke Halbraum ein Isolator ist, gilt für die Größenordnung von {\displaystyle b}:
{\displaystyle b\approx {\frac {\xi _{0}^{2}}{a_{0}}}}
Dabei ist {\displaystyle \xi _{0}} die mittlere Ausdehnung der Cooper-Paare und {\displaystyle a_{0}} der Atomabstand im Isolator.